# 池町
池町（いけまち）は静岡県浜松市中央区の町名。丁番を持たない単独町名である。住居表示未実施。

## 地理
浜松市中央区の中心部に位置する。町内の南北を二俣街道が通る。東・南で田町、西で元城町、北で尾張町と接する。

### 学区
- 浜松市立中部小学校（浜松中部学園）
- 浜松市立中部中学校（浜松中部学園）

## 歴史
池町は江戸時代の浜松宿下における城を維持するための職人と商人の町で、職業ごとに町が構成され、城の御用を務める無役町のうちの1町であったことに端を発する。

### 町名の由来
神明坂の下の低地に池があったことから。

### 沿革
- 1882年（明治15年） - 池町から浜松池町に町名変更を行う。
- 1889年（明治22年）4月1日 - 町村制の施行により、敷知郡浜松池町が周辺の町村と合併して敷知郡浜松町となる[WEB 7]。旧町名は浜松町の大字として残る[書籍 3]。
- 1896年（明治29年）4月1日 - 郡制の施行により、浜松町の所属郡が浜名郡に変更となる。
- 1911年（明治44年）7月1日 – 浜松町が市制施行して浜松市となる。
- 1925年（大正14年）5月1日 -  地籍整理により、大字池から池町に町名変更を実施。合わせて大字元城の一部を編入[書籍 4]。
- 2007年（平成19年）4月1日 - 浜松市が政令指定都市となる。池町は中区の一部となる。
- 2024年（令和6年）1月1日 - 浜松市の行政区再編により、池町は中央区の一部となる。

## 施設
- 日管 本社
- あいち銀行浜松支店
- 真宗大谷派 松江山芳蘚寺

## 交通

### 道路
- 浜松市道中央住吉線
- 浜松市道田町高林線（二俣街道）

## その他

### 警察
警察の管轄は以下の通りである。
| 番・番地等 | 警察署         | 交番・駐在所 |
| ---------- | -------------- | ------------ |
| 全域       | 浜松中央警察署 | 新川交番     |

### 消防署
消防署の管轄区域は以下の通りである。
| 番・番地等 | 消防署   | 本署/出張所 |
| ---------- | -------- | ----------- |
| 全域       | 中消防署 | 本署        |

### 書籍
1. ↑  『浜松市史 ニ』浜松市役所、1971年3月31日、93頁。
2. ↑  『浜松市史 ニ』浜松市役所、1971年3月31日、231頁。
3. ↑  『浜松市史 三』浜松市役所、1980年3月26日、177頁。
4. ↑  『浜松市史 三』浜松市役所、1980年3月26日、355,356頁。

### WEB
1. ↑  “h02_22.csv”.   総務省 (2022年2月10日). 2024年10月2日閲覧。
2. ↑  “chuouku_menseki.xlsx”.   浜松市 (2024年3月12日). 2024年10月2日閲覧。
3. ↑  “静岡県 浜松市中央区 池町の郵便番号 - 日本郵便”.   日本郵便. 2025年2月15日閲覧。
4. ↑  “市外局番の一覧”.   総務省 (2022年3月1日). 2024年10月2日閲覧。
5. ↑  “事業所案内及び管轄地域（事務所3件、分室3件）”.   一般社団法人静岡県自動車会議所. 2024年10月2日閲覧。
6. ↑  “住居表示実施状況”.   浜松市 (2024年1月4日). 2024年6月12日閲覧。
7. ↑  “historyofcities.pdf”.   静岡県総務部合併推進室・財団法人静岡県市町村振興協会. 2024年10月11日閲覧。
8. ↑  “新川交番｜静岡県警察”.   静岡県警察 (2024年1月1日). 2024年6月17日閲覧。
9. ↑  “消防署の町別管轄「い」／浜松市”.   浜松市 (2020年3月25日). 2024年6月17日閲覧。